# Helgona socken
Helgona socken i Södermanland ingick i Rönö härad och är sedan 1971 en del av Nyköpings kommun, från 2016 inom Nyköpings Alla Helgona distrikt.
Socknens areal är 37,90 kvadratkilometer, varav 37,02 land. År 1949 fanns här 1 088 invånare. Bruksorten, nu stadsdel, Harg och godset Kristineholm ligger i socknen. Sockenkyrkan Alla Helgona kyrka låg i Nyköpings stad och ej i socknen.

## Administrativ historik
Helgona sockens ålder är oklar. Allhelgonakyrkan ligger inom Nyköpings stads område, men torde vara uppförd utanför det som idag är Nyköping. Dess ålder är oklar, men troligen är kyrkan identisk med den det "ecclesia omnium sanctorum", som omtalas i en sexårsgärd, tidigare daterad till 1314 men av Sven Ljung omdaterad till omkring 1280. Under 1300-talet förekommer socken omtalad som "parochia omnium sanctorum" (1320) och "parochia Helgunakirchia" (1344). Redan under medeltiden börjar bebyggelse uppföras på östra sidan av Nyköpingsån inom vad som förmodligen ursprungligen varit Helgona socken. Var sockengränsen mellan Nikolai och Helgona socken gått under den tiden är dock något oklar. 1559 ställdes Allhelgona kyrka öde och socknen slogs samman med Svärta socken dit kyrkoherden flyttades. Kyrkan hann dock aldrig rivas och 1561 befallde Erik XIV att socknen skulle återskapas. Den gamla prästgården Kråkelund lades 1562 under Nyköpingshus och i stället blev kronohemmanet Stenbro prästgård. Helgona socken har medeltida ursprung. Namnet var fram till omkring 1870 Allhelgona socken. Delar av socknen överfördes 1917, 1949 och 1953 till Nyköpings stad.
Vid kommunreformen 1862 övergick socknens ansvar för de kyrkliga frågorna till Helgona församling och för de borgerliga frågorna till Helgona landskommun. Landskommunen inkorporerades 1952 i Svärta landskommun som 1967 uppgick i Nyköpings stad som 1971 ombildades till Nyköpings kommun. Församlingen uppgick 1989 i Nyköpings Alla Helgona församling som 2014 uppgick i Nyköpings församling.
1 januari 2016 inrättades distriktet Nyköpings Alla Helgona, med samma omfattning som Nyköpings Alla Helgona församling hade 1999/2000 och fick 1989, och vari detta sockenområde ingår.
Socknen har tillhört län, fögderier, tingslag och domsagor enligt vad som beskrivs i artikeln Rönö härad.  De indelta soldaterna tillhörde Södermanlands regemente, Livkompaniet och Livregementets grenadjärkår, Södermanlands kompani. De indelta båtsmännen tillhörde Andra Södermanlands båtsmanskompani.

## Geografi
Helgona socken ligger närmast norr om Nyköping med Nyköpingsån i väster och söder, omkring Hovrasjön. Socknen är småkuperad och i norr skogrik.

## Fornlämningar

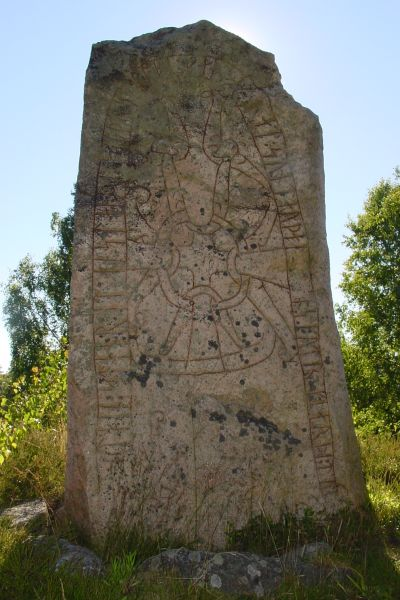
Runstenen Sö 122 i Skresta.

Från bronsåldern finns enstaka stensättningar och skålgropar. Från järnåldern finns över 30 gravfält. Flera fornborgar och runristningar är kända.

## Namnet
Namnet (1314, omnium sanctorum) kommer från sockenkyrkan.